# ليشمانيا دونوفانية
الليشمانيا الدونوفانية (باللاتينية: Leishmania donovani) هو نوع من الطفيليات الأوالي المسببة لداء الليشمانيات الحشوي بشري المنشأ. يعتبر الإنسان المستودع الطبيعي المثبت الوحيد لليشمانيا الدونوفانية. ينتشر هذا الطفيلي في الهند وبنغلادش وشمال الصين و منشوريا و مصر و السودان وسري لانكا. كما تسبب الليشمانيا الدونوفانية داء الليشمانيات الجلدي التالي لكالا آزار وأحياناً داء الليشمانيات الجلدي الأولي. ينتقل الطفيلي بواسطة عدة أنواع من الحشرات من جنس الفاصدة، وقد تبين أنها يمكن أيضاً أن تصيب الكلاب.